# Elio Ruffo
Elio Lorenzo Ruffo (* 1. Januar 1921 in Bovalino; † 16. Juni 1972 ebenda) war ein italienischer Spielfilm- und Dokumentarfilmregisseur.

## Leben
Ruffo, aus einer von republikanischen Ideen und freimaurerischen Traditionen bestimmte Familie stammend, studierte Rechtswissenschaften und arbeitete für einige Zeit als Journalist für diverse Zeitungen. Dann beschäftigte er sich ab Ende der 1940er Jahre mit dem Film und arbeitete als Assistent für Mario Sequi, Giorgio Simonelli und andere. Mit S.O.S. Africa und Modelle vestite entstanden auch erste Dokumentararbeiten. 1955 lief dann mit Tempo d'amarsi ein selbstproduzierter und -geschriebener Spielfilm in italienischen Kinos, in dem er soziale Probleme seiner Heimatregion Reggio Calabria thematisierte. Erst zwölf Jahre später legte er mit Una rete piena di sabbia einen Nachfolger vor. Zahlreiche andere Projekte konnte er nicht realisieren.
Ruffo ist nicht mit dem gleichnamigen Maler zu verwechseln.

## Filmografie (Auswahl)
- 1949: S.O.S. Africa (Dokumentarfilm)
- 1954: Tempo d'amarsi
- 1967: Una rete piena di sabbia